# 음력 11월 3일
음력 11월 3일은 음력 11월의 3번째 날이다.

## 사건
- 1969년 - 대한항공 YS-11기 납북 사건 발생.
- 2007년 -
  - 대한민국 강화도 총기 탈취 사건 용의자가 검거되다.
  - 예술의 전당 오페라 하우스에서 라 보엠 공연 도중 화재가 발생해, 2천여 명이 대피하는 소동을 겪었다.

## 문화
- 1997년 - 경기방송 FM 개국.
- 2012년 - 수도권 전철 경의선 공덕 ~ 가좌 구간 개통.

## 탄생
- 1984년
  - 대한민국의 프로게이머 박태민.
  - 대한민국의 코미디언 박지선.
- 1990년 - 대한민국의 레이싱 모델 신세하.
- 1991년 - 대한민국의 아나운서 조윤하.
- 1992년 - 대한민국의 아나운서 이혜성.

## 같이 보기
- 음력 360일: 1월 2월 3월 4월 5월 6월 7월 8월 9월 10월 11월 12월
- 전날:11월 2일 다음날:11월 4일 - 전달:10월 3일 다음달:12월 3일
- 양력:11월 3일
- 음력, 윤달